# Charlotte David
Pour les articles homonymes, voir David.
Charlotte David est une costumière française.

## Théâtre
- 2002 : Une nuit arabe de Roland Schimmelpfennig, mise en scène de Frédéric Bélier-Garcia
- 2002 : Hilda de Marie N'Diaye, mise en scène de Frédéric Bélier-Garcia
- 2011 : Le Chat botté de Ned Grujic, mise en scène de Ned Grujic
- 2014 : Je préfère qu'on reste amis de Laurent Ruquier, mise en scène de Marie-Pascale Osterrieth
- 2014 : Mary Prince d'après Mary Prince, mise en scène d'Alex Descas
- 2015 : Énorme ! d'après Neil LaBute, mise en scène de Marie-Pascale Osterrieth
- 2015 : Partie en Grèce d'après Willy Russell, mise en scène de Marie-Pascale Osterrieth

## Filmographie (sélection)
- 1987 : Attention bandits ! de Claude Lelouch
- 1989 : Et la lumière fut d'Otar Iosseliani
- 1990 : Tumultes de Bertrand van Effenterre
- 1991 : Écrans de sable de Randa Chahal Sabbag
- 1991 : Toujours seuls de Gérard Mordillat
- 1992 : La Chasse aux papillons d'Otar Iosseliani
- 1993 : Lettre pour L... de Romain Goupil
- 1994 : Les Braqueuses de Jean-Paul Salomé
- 1995 : Haut bas fragile de Jacques Rivette
- 1996 : Méfie-toi de l'eau qui dort de Jacques Deschamps
- 1997 : Les Sœurs Soleil de Jeannot Szwarc
- 1998 : Restons groupés de Jean-Paul Salomé
- 1999 : À mort la mort de Romain Goupil
- 2000 : Lumumba de Raoul Peck
- 2002 : Se souvenir des belles choses de Zabou Breitman
- 2004 : Au secours, j'ai 30 ans ! de Marie-Anne Chazel
- 2004 : Les Dalton de Philippe Haïm
- 2005 : Imposture de Patrick Bouchitey
- 2005 : Au suivant ! de Jeanne Biras
- 2006 : OSS 117 : Le Caire, nid d'espions de Michel Hazanavicius
- 2007 : Big City de Djamel Bensalah
- 2007 : Ce soir je dors chez toi d'Olivier Baroux
- 2008 : La Personne aux deux personnes de Nicolas et Bruno
- 2008 : Seuls Two de Éric & Ramzy
- 2009 : OSS 117 : Rio ne répond plus de Michel Hazanavicius
- 2009 : Une semaine sur deux d'Ivan Calbérac
- 2010 : Les Invités de mon père d'Anne Le Ny
- 2010 : Ensemble, c'est trop de Léa Fazer
- 2011 : La Guerre des boutons de Yann Samuell
- 2011 : Les Aventures de Philibert, capitaine puceau de Sylvain Fusée
- 2011 : La Chance de ma vie de Nicolas Cuche
- 2012 : Populaire de Régis Roinsard
- 2012 : Ombline de Stéphane Cazes
- 2013 : Fonzy d'Isabelle Doval
- 2013 : Je fais le mort de Jean-Paul Salomé
- 2013 : Le Grand Méchant Loup de Nicolas Charlet et Bruno Lavaine
- 2015 : Les Jours venus de Romain Goupil
- 2016 : Brice 3 de James Huth
- 2018 : Comme des garçons de Julien Hallard
- 2018 : Place publique d'Agnès Jaoui
- 2021 : OSS 117 : Alerte rouge en Afrique noire de Nicolas Bedos
- 2022 : La Dégustation d'Ivan Calbérac

## Distinctions

### Nominations
- César des meilleurs costumes
  - en 2007 pour OSS 117 : Le Caire, nid d'espions
  - en 2010 pour OSS 117 : Rio ne répond plus
  - en 2013 pour Populaire